# Noel Filén Hammarström
Noel Olle Joakim Filén Hammarström tidigare Moa Filén Hammarström född 27 juni 1999, är en svensk basketspelare i Södertälje BBK.
Filén-Hammarström spelade 25 matcher i Telge Basket i debutsäsongen 2017/18 och har spelat 53 matcher för Sveriges u-landslag. Filén-Hammarström slutade spela basket våren 2018 för att genomgå en könskorrigering. I januari 2020 började han spela för herrlaget i Södertälje. Därmed blev han Sveriges första transsexuella elitidrottare, enligt Riksidrottsförbundet.